# Cartomancia

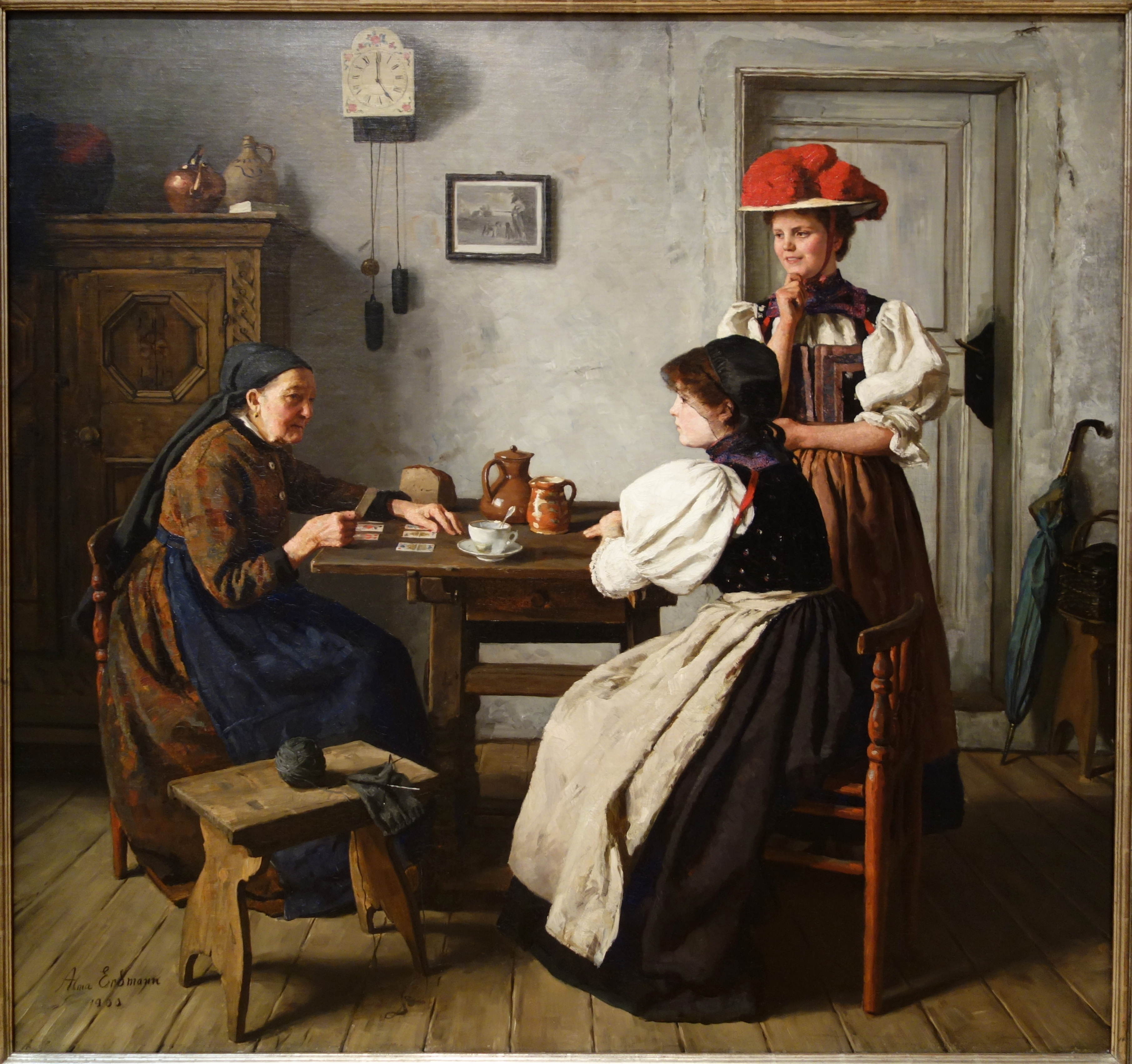
En casa del adivino de Alma Erdmann, 1900, óleo sobre lienzo - Museo de Arte Chazen.

La cartomancia es una práctica esotérica de adivinación por medio de una baraja de naipes u otro tipo de cartas como el tarot consideradas como supersticiones. Las formas o variantes más usuales de cartomancia son el tarot de 78 cartas, la baraja española y el oráculo, que puede tener cualquier número de cartas.
El símbolo representado en cada una de las cartas, supuestamente permite a la persona interpretar contenidos de su inconsciente. Estas manifestaciones se deben realizar, teóricamente, con el objetivo de ayudar a las otras personas o para obtener respuestas propias. El tarot difiere un poco de otros conjuntos de cartas u oráculos en el aspecto de que el primero busca que los consultantes se encuentren con ellos mismos, mientras que los otros tiene propósitos diversos.
La cartomancia se puede realizar mediante la utilización de las cartas de tarot o de las cartas normales como puede ser la baraja española, francesa, alemana e inglesa. Tiene en cuenta todos los aspectos de las cartas; de esta manera se realiza una interpretación adaptada a cada baraja. Los elementos, los colores y los símbolos, forman parte indispensable de la interpretación obtenida.
Existen tres procedimientos principales de interpretación en la cartomancia:
- Procedimiento del magnetismo.
- Procedimiento de la concentración.
- Procedimiento de la intuición.